# Roslik y el pueblo de las caras sospechosamente rusas
Roslik y el pueblo de las caras sospechosamente rusas es un documental uruguayo publicado en 2017, basado en la historia del doctor Vladimir Roslik, el último muerto de la dictadura militar uruguaya.

## Reseña
Este cuento documental fue dirigido por Julián Goyoaga. con la producción ejecutiva de Germán Tejeira, Miguel Colombo y Víctor Cruz, y contó con la participación de María Cristina Zavalkin, Valery Roslik, María Elena Roslik, Roberto Roslik, Juan Miguel Petit, Manuel Flores Silva, Alejandro Bluth, Roy Berocay, Roger Rodríguez, Glinca Belbey, Román Klivzov, Sara Kijtenko, Aníbal Lapunov, Victor Macarov, entre otros. Ganó el premio ópera prima en la categoría documental de la 15.ª edición de los premios que otorga el Fondo para el Fomento y Desarrollo de la Producción Audiovisual (FONA). Este es el primer largometraje de Julián Goyoaga, que antes había codirigido junto a Germán Tejeira los cortos Matrioshka (2008) y El hombre muerto (2009), produjo películas como Anina (2013) y Una noche sin luna (2014), y editó El cuarto de Leo (2009) y los títulos mencionados.

## Argumento
El doctor Roslik nació y creció en la localidad de San Javier, fundada por inmigrantes rusos a orillas del río Uruguay, y se diplomó como médico en Moscú a fines de los 60 en plena guerra fría. Luego decidió retornar a su pequeño pueblo en Uruguay para ejercer su profesión, por lo que obtuvo el cariño y el respeto de la comunidad. Vladimir Roslik fue asesinado en 1984 durante la dictadura, en una sesión de tortura, y se considera el último muerto de la dictadura militar uruguaya. Hoy, a más de 36 años de su crimen, aún no se sabe quiénes fueron los autores intelectuales del operativo militar que provocó su muerte. Este documental atraviesa la vida de Mary y Valery, la viuda y el hijo del doctor Vladimir Roslik. En opinión del director, actualmente ellos buscan cerrar una herida que es suya y es la de una comunidad, en tanto víctimas de una irracional persecución política y étnica, bajo la sombra que dejó una ley que impidió juzgar el asesinato. La historia se constituye como un drama familiar que dividió a un pueblo y conmovió a un país, cuyas consecuencias que perduran hasta hoy.

"Conocer cómo Mary y Valery llevan adelante su historia presente (no sólo reciente) ha sido el motor que nos movilizó para hacer esta película, que es un relato familiar, en un pequeño pueblo del litoral fundado por inmigrantes, pero también es un relato de algo terrible que nos pasó a todos en el país, un relato incompleto, que muchas veces preferimos ignorar y en el que quedan todavía demasiadas preguntas por contestar."
Julián Goyoaga